# Cardito
Cardito è un comune italiano di 21 405 abitanti della città metropolitana di Napoli in Campania.
Il comune, oltre al capoluogo, ha una frazione denominata Carditello.

## Origini del nome
L'etimo di Cardito è il latino carduus, "cardo", associato al suffisso -ētum tipo dei fitonimi (cfr. carduētum, "carciofaia"). Paretimologico è invece l'associazione col cardellino, rappresentato sullo stemma comunale. Il nome della frazione, Carditello, di dimensioni analoghe al capoluogo, è un diminutivo o un vezzeggiativo di Cardito.

## Storia
Cardito era un tempo rinomato per le coltivazioni di fragole e asparagi. Ancor oggi vi è produzione di mozzarella di bufala e grosse attività di import-export di aromi, funghi e spezie nella frazione Carditello.
I primi insediamenti di cui si ha notizia nel territorio risalgono attorno al 350-300 a.C. ad opera di alcuni abitanti della vicina Atella, scampati alle prime invasioni dei Romani.

Nel sottosuolo dell'attuale frazione di Carditello sono state rinvenute alcune tombe, il che fa pensare che il suo territorio fosse adibito a necropoli.
Gran parte della storia di Cardito è stata raccontata in un libro di Gaetano Capasso, uomo religioso e scrittore carditese.

## Monumenti e luoghi d'interesse

### Architetture religiose
- Nel Capoluogo (diocesi di Aversa) vi sono le chiese di: San Biagio-Santuario; Madonna delle Grazie; Sacro Cuore.
- Nella frazione di Carditello (diocesi di Aversa) vi è la chiesa di santi Giuseppe ed Eufemia (masseria Sollo e masseria Lombardi, in località Voltacarrozza, fanno capo alla parrocchia di Santa Maria della Stella, in territorio di Casoria, arcidiocesi di Napoli).

### Architetture civili
Il municipio è situato in uno stabile della fine dell'Ottocento nella piazza principale del paese dove si trova anche la chiesa patronale dedicata a San Biagio, vescovo e martire. Nella stessa piazza vi è anche un palazzo nobiliare abitato fino alla metà del Novecento dai marchesi Mastrilli della Schiava. Tale palazzo è sede di eventi culturali e vi è la sala, intitolata alla memoria dell'ex sindaco Francesco Narciso, presso la quale si svolge il consiglio comunale. Adiacente alla chiesa si dirama un vicolo antico, che un tempo costituiva il primo nucleo abitativo, denominato San Giovanni a Nollito. A Cardito trova sede il Parco Taglia (oltre 80.000 metri quadrati), attrezzato per ospitare diversi eventi (sport, divertimento, musica, balli etc.). A via Roma si erge il Palazzo Loffredo, edificio che fu costruito nel 1840 per volere del principe Lodovico Venceslao Loffredo, il quale volle fosse adibito ad orfanotrofio. In un secondo momento ospitò una Scuola Musicale e d’Arte ed una vera e propria Scuola per le Arti ed i Mestieri che divennero polo di attrazione per tutta la Regione Campania e anche oltralpe.

## Società

### Evoluzione demografica
Abitanti censiti

### Etnie e minoranze straniere
Secondo i dati ISTAT al 31 dicembre 2018 i cittadini stranieri residenti a Cardito erano 444, corrispondenti al 1,9% della popolazione. Le nazionalità maggiormente rappresentate erano:
1. Ucraina 81 0,3%
2. Marocco 68 0,3%
3. Pakistan 48 0,2%
4. Cina 43 0,1%
5. Romania 35 0,1%
6. Albania 29 0,1%
7. Burkina Faso 27 0,1%
8. Costa d'Avorio 24 0,1%

## Infrastrutture e trasporti
Il comune era servito dalle autolinee di CTP, ed è attraversato dalla ex Strada statale 87 Sannitica, nel tratto passato in gestione ai comuni e alla città metropolitana.

## Amministrazione
Di seguito è presentata una tabella relativa alle amministrazioni che si sono succedute in questo comune.
| Periodo | Periodo   | Primo cittadino        | Partito                     | Carica              | Note  |
| ------- | --------- | ---------------------- | --------------------------- | ------------------- | ----- |
| 1946    | 1952      | Ferdinando Fusco       |                             | Comm. prefettizio   | [ 9 ] |
| 1952    | 1959      | Francesco Giugliano    | Democrazia Cristiana        | Sindaco             | [ 9 ] |
| 1959    | 1960      | Sergio Vitiello        |                             | Comm. prefettizio   | [ 9 ] |
| 1960    | 1964      | Carlo Ronga            | Democrazia Cristiana        | Sindaco             | [ 9 ] |
| 1965    | 1966      | Raffaele Arcella       | Partito Socialista Italiano | Sindaco             | [ 9 ] |
| 1966    | 1970      | Carlo Ronga            | Democrazia Cristiana        | Sindaco             | [ 9 ] |
| 1970    | 1971      | Lorenzo De Michele     | Democrazia Cristiana        | Sindaco             | [ 9 ] |
| 1971    | 1972      | Antonio Turino         | Lista Civica                | Sindaco             | [ 9 ] |
| 1972    | 1973      | Domenico Ragozzino     | Democrazia Cristiana        | Sindaco             | [ 9 ] |
| 1973    | 1977      | Raffaele Arcella       | Partito Socialista Italiano | Sindaco             | [ 9 ] |
| 1977    | 1978      | Vittorio Papa          | Democrazia Cristiana        | Sindaco             | [ 9 ] |
| 1978    | 1980      | Francesco Narciso      | Democrazia Cristiana        | Sindaco             | [ 9 ] |
| 1980    | 1981      | Raffaele Arcella       | Partito Socialista Italiano | Sindaco             | [ 9 ] |
| 1981    | 1982      | Luigi Di Micco         | Democrazia Cristiana        | Sindaco             | [ 9 ] |
| 1982    | 1984      | Biagio Fusco           | Democrazia Cristiana        | Sindaco             | [ 9 ] |
| 1984    | 1985      | Andrea Losco           | Democrazia Cristiana        | Sindaco             | [ 9 ] |
| 1985    | 1986      | Francesco Narciso      | Democrazia Cristiana        | Sindaco             | [ 9 ] |
| 1986    | 1989      | Biagio Fusco           | Democrazia Cristiana        | Sindaco             | [ 9 ] |
| 1989    | 1990      | Francesco D'Agostino   | Democrazia Cristiana        | Sindaco             | [ 9 ] |
| 1990    | 1991      | Carlo Bova             | Democrazia Cristiana        | Sindaco             | [ 9 ] |
| 1991    | 1992      | Andrea Losco           | Democrazia Cristiana        | Sindaco             | [ 9 ] |
| 1992    | 1993      | Luigi Affinito         | Partito Socialista Italiano | Sindaco             | [ 9 ] |
| 1993    | 1994      | Luciano Riccio         | Democrazia Cristiana        | Sindaco             | [ 9 ] |
| 1994    | 1994      | Gabriella Tramonti     |                             | Comm. straordinario | [ 9 ] |
| 1994    | 1994      | Antonio Giovanni Amato |                             | Comm. straordinario | [ 9 ] |
| 1994    | 1998      | Francesco D'Agostino   | Lista Civica                | Sindaco             | [ 9 ] |
| 1998    | 1998      | Mario Savoia           |                             | Comm. straordinario | [ 9 ] |
| 1998    | 2001      | Biagio Fusco           | Democratici di Sinistra     | Sindaco             | [ 9 ] |
| 2001    | 2002      | Maria Grazia D'Ascia   |                             | Comm. straordinario | [ 9 ] |
| 2002    | 2007      | Giuseppe Barra         | Popolari UDEUR              | Sindaco             | [ 9 ] |
| 2007    | 2012      | Giuseppe Barra         | Popolari UDEUR              | Sindaco             | [ 9 ] |
| 2012    | 2014      | Giuseppe Cirillo       | Partito Democratico         | Sindaco             | [ 9 ] |
| 2014    | 2015      | Rosanna Sergio         |                             | Comm. straordinario | [ 9 ] |
| 2015    | 2020      | Giuseppe Cirillo       | Partito Democratico         | Sindaco             | [ 9 ] |
| 2020    | in carica | Giuseppe Cirillo       | Partito Democratico         | Sindaco             | [ 9 ] |